# 227326 Народичі
227326 Наро́дичі (227326 Narodychi) — астероїд головного поясу, відкритий 11 жовтня 2005 року.